# Gemerská Panica
Gemerská Panica (Hongaars: Gömörpanyit) is een Slowaakse gemeente in de regio Košice, en maakt deel uit van het district Rožňava.
Gemerská Panica telt 676 inwoners.